# European Association of Geoscientists and Engineers
L'European Association of Geoscientists and Engineers (EAGE) è una associazione professionale internazionale di studiosi di scienze della terra che ha base europea e membri in tutto il mondo. L'EAGE organizza una conferenza tecnica annuale itinerante nelle principali città europee che costituisce la principale occasione di incontro e di discussione per chi studia o lavora in quest'ambito in Europa.
EAGE organizza inoltre conferenze ed esibizioni, workshop e simposi, corsi, e attività studentesche. EAGE è formatore ufficiale per l'Aggiornamento Professionale Continuo per il titolo di EurGeol della Federazione Europea dei Geologi.

## Obiettivi
L'EAGE si propone lo sviluppo, la diffusione e l'applicazione delle Geoscience e degli aspetti ingegneristici collegati, per promuovere innovazione e progresso tecnologico.

## Storia
L'EAGE è stata fondata nel 1951 e registrata nella città di Utrecht nei Paesi Bassi.

## Pubblicazioni
First Break è la sua rivista ufficiale, che funge anche da bollettino societario, a questa si associano altre cinque riviste di carattere specialistico: Geophysical Prospecting, Near Surface Geophysics, Petroleum Geoscience, Basin Research e Geoenergy, inoltre gestisce EarthDoc. una piattaforma online per pubblicazioni scientifiche  e pubblica annualmente numerosi testi scientifici e tecnici sempre legati alle Scienze della Terra.